# Generator parodii
Generator parodii – program komputerowy generujący poprawne syntaktycznie, ale semantycznie pozbawione znaczenia teksty stylizowane na styl określonego pisarza. Ich przeznaczeniem jest zazwyczaj satyra — pokazanie, że różnica pomiędzy tekstem wygenerowanym a rzeczywistymi przykładami jest niewielka. Wiele z nich opartych jest na technikach takich jak łańcuchy Markowa obliczane na podstawie przykładowych rzeczywistych tekstów, inne zestawiają ze sobą gotowe fragmenty tekstu wpisane ręcznie w kodzie programu (jak na przykład Chomskybot). Publikowane są często w formie stron internetowych. Długość generowanego tekstu może się wahać od pojedynczych tytułów/akapitów do kompletnych prac naukowych.

## Przykłady
- The Postmodernism Generator – generuje prace stylizowane na poststrukturalizm
- SCIgen – generuje nonsensowny tekst stylizowany na publikacje naukowe z dziedziny informatyki